# 散文のトリスタン
散文のトリスタン（Tristan en prose）は、13世紀のフランスの散文作品。それまで韻文で書かれてきたトリスタンとイゾルデの説話を、長大なロマンスにまとめたものである。トリスタン伝説を初めてアーサー王物語に組み込んだ作品でもある。また、『ランスロ＝聖杯サイクル』が大きな成功を収めたあとに書き始められた最初の重要な散文作品で、『散文のトリスタン』の後半部は『ランスロ＝聖杯サイクル』に大きく影響を受けている。

## 著者
序文によると、本書の最初の部分（とくに聖杯探求の物語より前）の作者はリュース・ド・ガ（Luce de Gat）という謎の人物であるとされ、おそらく1230年から1235年に書かれた。1240年以降に全体を手直しされ、後半部が書き加えられた。本書の結びで、2人目の作者はエリ・ド・ボロン（Helie de Boron）と名乗り、自分は同じくアーサー王物語の著者の一人、詩人ロベール・ド・ボロン（Robert de Boron）の甥であると付け加えている。エリー・ド・ボロンの言うところでは、『薔薇物語』の著者の場合と同じく、リュースが書き残したものを見つけて収集したのだとしている。2人の著者が書き記しているそれぞれの来歴および、ラテン語の原典があってそれを翻訳した、という主張を真剣に受け取る学者はいない 
。

## 概要
『散文のトリスタン』の最初の部分はベルールやブリテンのトマなどの詩人が書いたものに近いが、多くのエピソードが手直しされたり完全に変更されたりしている。トリスタンの両親に名前と背景が与えられ、韻文作品に比べ全体の雰囲気がより「リアリスティック」になっていると言われる。ただし、登場人物がまるでミュージカルのように歌う場面がある。
トリスタンの保護者ゴヴェルナル（Governal）は彼をフランスへ連れて行き、トリスタンはそこのファラモン（Pharamond）（英語版）王のもとで育てられる。その後トリスタンは叔父のコーンウォール王マルクの宮廷にたどり着き、アイルランドの騎士モルオール（Morholt）から王国を守る。その戦いで傷ついたトリスタンはアイルランドを旅し、モルオールの姪で優れた薬師のイズーによって傷を癒される。しかし、アイルランド最高の騎士モルオールを殺したことをアイルランド人に知られ、トリスタンは逃げ出さなければならなくなる。その後、彼はもう一度アイルランドに戻り、彼の叔父の花嫁に変装してイズーを探す。二人は誤ってマルク王とイズーの為に用意されていた愛の媚薬を飲んでしまい、二人は恋に落ちる、その結果、トリスタンはブルターニュのウール王（Hoel）の宮廷に姿を隠す。そしてウール王の娘と結婚する。彼女もイズーという名前だった。
しかしながら、これ以降、様々な登場人物の冒険やエピソードの挿入で伝統的なストーリー展開が中断され、それによって全体の「アーサー王色」が深められていく。特にトリスタンのライバルとして登場するサラセン人のパロミデスは特筆すべき存在である。加えて、本作のトリスタンはブルターニュを去って初恋のイズーのもとへと舞い戻り、ブルターニュの妻イズーにはそれ以降二度と会わない。ただし、ブルターニュのイズーの兄カエダン（Kahedin）は彼に付いて行く。トリスタンは友人ランスロとその武勇と愛で頻繁に比較され、何度か知らず知らずのうちに彼と刃を交える。トリスタンは空いたモルオールの席を受け継いで円卓の騎士となり、聖杯探求の旅に参加する。しかし、ランスロの城でイズーと一緒に暮らしたいという想いを断ち切ることはできなかった。
『散文のトリスタン』における聖杯探求のエピソードは議論の的となっている。著者は新しい要素を書き加えつつ、ランスロ＝聖杯サイクルの『聖杯の探求』をまるごと（あるいは改竄して）トリスタン物語に挿入した。その結果、『聖杯の探求』の物語が持つ神聖性は薄れてしまった 。長い方の写本では、トリスタンはイズーのために竪琴を弾いているところをマルク王に殺される。イズーはトリスタンの死を見た直後に死ぬ。聖杯探求の話が含まれていない写本には、トリスタンとイズーの死の初期のバージョンが保存されている。

## 評価
散文のトリスタンはのちのアーサー王伝説を扱った中世文学に大きな影響を与えた。パロミデス、ディナダン、それにラモラックといった、この作品で初めて登場した人物はのちの作品できわめてポピュラーな存在となった。異教の騎士パロミデスに至っては、後に『散文のトリスタン』のエピソードを膨らませて『パロミデスのロマンス』（Romance de Palamedes）という独立した作品が作られたほどである。この物語はルスティケロ・ダ・ピサの集成のなかにも保存されており、様々な言語で多くの改訂版が作られた。『散文のトリスタン』は続く重要なアーサー王作品である『後期流布本サイクル』にも影響を与え、トマス・マロリーは『アーサー王の死』でトリスタンに関するエピソードの典拠にした。

## 注・出典
1. ↑  Renée Curtis, The Romance of Tristan, p. xvii.
2. ↑  Baumgartner, Emmanuèle (1958). “Luce de Gast et Hélie de Boron, le chevalier et l’écriture”. In Romania 106 (1985): 326-340; Curtis, Renée L. (1958). “The Problems of the Authorship of the Prose Tristan”. In Romania LXXIX (1958): 314-38.
3. ↑  Renée Curtis, The Romance of Tristan, pp. xxii–xxv.
4. ↑  複雑なことに、トリスタンは一目でイズーに恋に落ちるわけではなく、代わりに異教の騎士パロミデスが恋に落ちたことをきっかけにしてイズーに恋するようになる。
5. ↑  Busby, Keith (1991). "Prose Tristan." In  Norris J. Lacy（英語版） (Ed.), The New Arthurian Encyclopedia, pp. 374–375. New York: Garland. ISBN 0-8240-4377-4.
6. ↑  The interpolation of the Vulgate Queste begins in Volume 6 of Ménard's edition. On the Medieval technique of manuscript interpolation, see Emmanuèle Baumgartner, "La préparation à la Queste del Saint Graal dans le Tristan en prose" in Norris J. Lacy, ed. Conjunctures (Amsterdam: Rodopi, 1994), pp. 1-14, Fanni Bogdanow, "L'Invention du texte, intertextualité et le problème de la transmission et de la classification de manuscrits" Romania 111 (190): 121-40 and Janina P. Traxler, "The Use and Abuse of the Grail Quest" Tristania 15 (1994): 23-31. Gaston Paris, in 1897, also noted the interpolation of a verse romance of Brunor in Prose Tristan.

## 参考書
- Curtis, Renée L. (Ed.) (1963–1985). Le Roman de Tristan en prose, vols. 1-3. Cambridge: D.S. Brewer.
- Curtis, Renée L. (translator) (1994). The Romance of Tristan. Oxford. ISBN 0-19-282792-8.
- Norris J. Lacy (Ed.) (1991). The New Arthurian Encyclopedia. New York: Garland. ISBN 0-8240-4377-4.
- Ménard, Philippe (Ed.) (1987–1997). Le Roman de Tristan en Prose, vols. 1-9. Geneva: Droz.